# Чемпионат мира по стрельбе из лука 1948
12-й чемпионат мира по стрельбе из лука прошёл в Лондоне (Великобритания) в августе 1948 года и был организован Всемирной федерацией стрельбы из лука (FITA).

## Медалисты

### Классический лук
| Дисциплина                     | Золото                    | Серебро          | Бронза        |
| Мужчины. Индивидуальный турнир | Ханс Деутген              | Эйнар Тан-Холбек | Йозеф Брейха  |
| Женщины. Индивидуальный турнир | Петронелла де Уортон-Берр | Дана Пикова      | Хелена Сахова |
| Мужчины. Командный турнир      | Швеция                    | Дания            | Чехословакия  |
| Женщины. Командный турнир      | Чехословакия              | Великобритания   | Дания         |

## Медальный зачёт
| Место | Страна         | Золото | Серебро | Бронза | Всего |
| ----- | -------------- | ------ | ------- | ------ | ----- |
| 1     | Швеция         | 2      | -       | -      | 2     |
| 2     | Чехословакия   | 1      | 1       | 3      | 5     |
| 3     | Великобритания | 1      | 1       | -      | 2     |
| 4     | Дания          | -      | 2       | 1      | 3     |